# Maranta cristata
Maranta cristata é uma espécie de planta do gênero Maranta e da família Marantaceae. 

## Taxonomia
A espécie foi descrita em 1823 por Carl Friedrich Philipp von Martius e Christian Gottfried Daniel Nees von Esenbeck. 
O seguinte sinônimo já foi catalogado:  
- Maranta bicolor  Ker Gawl.

## Forma de vida
É uma espécie terrícola e herbácea. 

## Descrição
Erva caulescente, ramificada, até 30 centímetros altura. Lâmina foliar com ápice acuminado. Corola alva com estrias lilases e fruto liso.  
| Folha                | Folha                            |
| -------------------- | -------------------------------- |
| forma lâmina foliar  | oblonga                          |
| pulvino              | esparsamente piloso face adaxial |
| Inflorescência       |                                  |
| disposição bráctea   | laxa                             |
| Flor                 |                                  |
| tubo da corola       | giboso                           |
| indumento do ovário  | densamente seríceo               |
| superfície do ovário | lisa                             |
| tamanho da sépala    | mesmo tamanho do tubo da corola  |
| estaminódio do calo  | 3                                |
| Fruto                |                                  |
| forma                | obovado                          |
| sépala persistente   | ereta                            |

## Conservação
A espécie faz parte da Lista Vermelha das espécies ameaçadas do estado do Espírito Santo, no sudeste do Brasil. A lista foi publicada em 13 de junho de 2005 por intermédio do decreto estadual nº 1.499-R. 

## Distribuição
A espécie é encontrada nos estados brasileiros de Alagoas, Bahia, Espírito Santo, Goiás, Minas Gerais, Mato Grosso do Sul, Pernambuco, Rio de Janeiro e São Paulo. 
A espécie é encontrada no domínio fitogeográfico de Mata Atlântica, em regiões com vegetação de mata ciliar, floresta estacional semidecidual, floresta ombrófila pluvial e vegetação sobre afloramentos rochosos.